# Transportsystem
Das Transportsystem ist im Transportwesen ein System für den Transport von Personen, Gütern, Tieren oder Nachrichten. Es umfasst das Transportgut, die dafür eingesetzten Transportmittel und den Transportprozess. Transportsysteme sind erforderlich, um den Transport durch Ortsveränderung überhaupt zu ermöglichen. Transportsysteme bewältigen den Personen-, Güter- oder Tiertransport und die Nachrichtenübermittlung.

## Logistik
Als Systeme sind die einzelnen Komponenten Transportgut (Frachtgut), Transportmittel und Transporthilfsmittel technisch und/oder organisatorisch miteinander verbunden. Transporthilfsmittel dienen dazu, die Transportgüter in die Transportmittel zu verladen, sie von den Transportmitteln umzuschlagen oder sie zu lagern; sie sind damit Bestandteil des TUL-Prozesses. Transportmittel verschiedener Verkehrsarten (Güterkraftverkehr, Schienengüterverkehr, Frachtschifffahrt oder Luftfrachtverkehr) bilden im kombinierten Verkehr ebenfalls ein Transportsystem, das als Transportkette (Lieferkette) bezeichnet wird. Vorlauf, Hauptlauf und Nachlauf bilden ein Transportsystem und sind durch die Ablauforganisation miteinander verknüpft.
Als Transportsysteme werden auch Anlagen und Maschinen bezeichnet, die als fahrerlose Transportsysteme wie fahrerlosese Transportfahrzeuge, automatischer Zugbetrieb, autonome mobile Roboter, Förderanlage oder Förderband dem Personen- oder Gütertransport dienen.

## Informatik
Transportsysteme werden auch in Kommunikationsnetzen verwendet. Ein Kommunikationssystem besteht aus einem Transportsystem (es stellt den Datenübertragungsweg zur Verfügung) und Anwendungssystem (es interpretiert die digitalen Daten). In modernen Informationssystemen wird der Bedarf an Kommunikation durch Netzwerke befriedigt, bei denen Daten oder Informationen durch Datenübertragung transportiert werden müssen. Bei Flugbuchungssystemen beispielsweise macht die Antwortzeit im Netz 90 % der Transportzeit aus, deren Transportkosten zu 25 % aus Telefon- und Datenübertragungskosten bestehen.